# Codex diplomaticus et epistolaris Moraviae

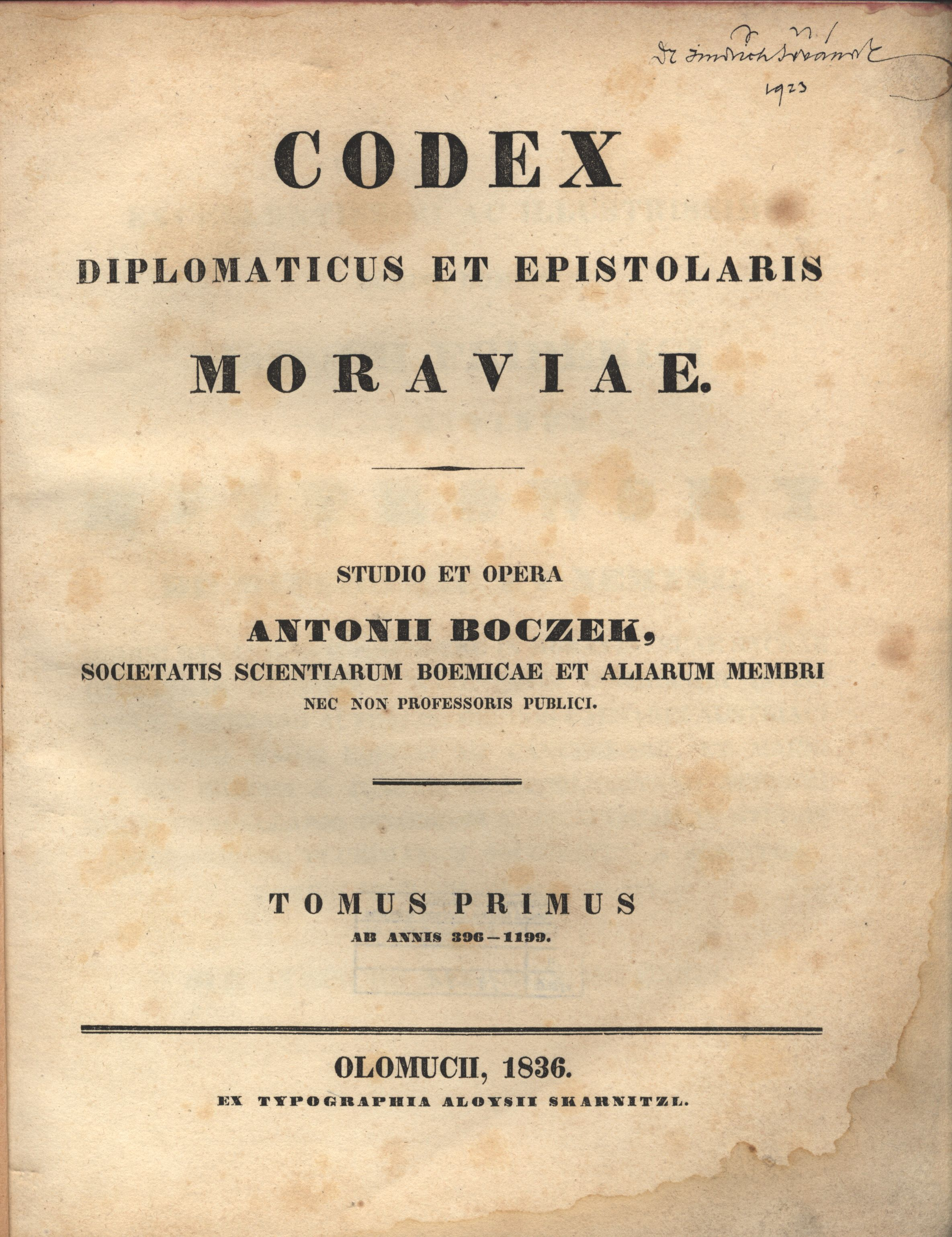
Titelblatt von Band I, 1836

Der Codex diplomaticus et epistolaris Moraviae ist eine im Auftrag des mährischen Landesausschusses zwischen 1836 und 1903 in Brünn herausgegebene Urkundensammlung zur Geschichte Mährens.
Sie umfasst insgesamt 15 Bände und wurde von Antonín Boček, Josef Chytil, Peter von Chlumecký, Vincenc Brandl und Berthold Bretholz herausgegeben.